# Förlossningsskada

## Förlossningsskada barn
Förlossningsskada är en skada som drabbar foster eller moder under förlossningen. Med förlossningsskada avser ICD-10 skador på fostret.
Olika förutsättningar i moderns bäcken och underliv kan orsaka skador på foster vid förlossning, liksom läget i livmoder, och navelsträng. Även bristfällig förlossningsvård kan skada fostret. Barnet kan till exempel drabbas av hjärnblödning, skador på nervsystemet, frakturer (benbrott), syrebrist, eller smittas av sjukdomar från modern och få lunginflammation. Andningsreflexerna och hjärtfunktionen kan ha svårt att anpassa sig till miljön utanför modern. Syrebrist och nervskador kan ge bestående hjärnskador, till exempel cerebral pares. 

## Förlossningsskada moder
De flesta förlossningar förlöper utan komplikationer för både barn och mor. Bristningar i underlivet och andra skador på bäckenbotten hos modern kan dock uppstå under en vaginal förlossning. En bristning kan uppstå spontant eller pga. att ett klipp (även kallad episiotomi eller perineotomi) utförs av barnmorska eller läkare för att ge ökad plats åt barnet vid framfödandet.  
Forskning om åtgärder mot förlossningsskador kan läggas upp på många olika sätt. Den statliga myndigheten SBU har undersökt vilken typ av forskningsfrågor som vårdpersonal och patienter skulle vilja prioritera.